# Union des foires internationales
Pour les articles homonymes, voir UFI.
UFI, l'Union des foires internationales, connue maintenant sous l'acronyme UFI -The Global Association of the Exhibition Industry, est une association regroupant les organisateurs de salons internationaux, les gestionnaires de parcs d'exposition, des associations nationales et internationales de l'industrie des foires et expositions, et des fournisseurs de service avec une activité à l'échelle mondiale.
L'UFI fut créée le 15 avril 1925 à Milan par les 20 foires internationales européennes de Bordeaux, Bruxelles, Budapest, Cologne, Dantzig, Francfort-sur-le-Main, Leipzig, Ljubljana, Lwów, Lyon, Milan, Nijni Novgorod, Padoue, Paris, Prague, Reichenberg, Utrecht, Valence, Vienne et Zagreb.
En 2016, UFI a 686 membres dans 83 pays.

## Source
- (en) Cet article est partiellement ou en totalité issu de l’article de Wikipédia en anglais intitulé « UFI » (voir la liste des auteurs).